# Blowfly
Blowfly, nome artístico de Clarence Reid (Cochran, 14 de Fevereiro de 1939 - 17 de janeiro de 2016) foi um comediante, cantor e compositor dos Estados Unidos.